# Comitatul Vigo, Indiana
Comitatul Vigo (IFA,  ˈ|v|iː|ɡ|oʊ  ori  ˈ|v|aɪ|ɡ|oʊ ), conform originalului din limba engleză, Vigo County (codul său FIPS este 18 - 167 Arhivat în 7 iunie 2011, la Wayback Machine.), este unul din cele 93 de comitate ale statului american Indiana.
Conform Census 2010 populația totală era de 107.848 de locuitori.
 Comitatul are patru localități încorporate, având o populație combinată de circa 63.000, precum și mai multe comunități neîncorporate. Este împărțit în 12 districte civile (conform originalului, civil townships), care furnizează servcii locale pentru rezidenți. Sediul comitatului este orașul Terre Haute GR6. Comitatul Vigo este inclus în zona metropolitană omonimă Terre Haute, Indiana, Metropolitan Statistical Area.

## Legături externe

Comitatul Vigo și subdiviziunile sale

## Demografie
|  | Graficele sunt indisponibile din cauza unor probleme tehnice. Mai multe informații se găsesc la Phabricator și la wiki-ul MediaWiki. |

Date: Wikidata - grafică realizată de Wikipedia